# Gräfenberg (Baviera)
Gräfenberg (pronunciación en alemán: /ˈɡʁɛːfn̩ˌbɛʁk/ⓘ) es un municipio situado en el distrito de Forchheim, en el estado federado de Baviera (Alemania), con una población a finales de 2016 de unos 4013 habitantes.
Se encuentra ubicado en la zona centro-norte del estado, al sur de la región de Alta Franconia. Forma parte de la región conocida como la Suiza Francona.

## Historia
Por primera vez, Gräfenberg fue mencionado por primera vez en 1172. En 1371 fue dedicado una ciudad. En la Edad Media fue pertenencia de diversas familias de patricios de Núremberg, como los Haller de Hallerstein. Después de 1500, la ciudad de Núremberg adquirío a Gräfenberg. Desde 1806, Gräfenberg, como todo  el territorio de Núremberg, forma parte del estado de Baviera.